# Nove, Mlîniv
Nove (în ucraineană Нове) este un sat în comuna Torhovîțea din raionul Mlîniv, regiunea Rivne, Ucraina.

## Demografie
Componența lingvistică a localității Nove
     Ucraineană (99,48%)
     Alte limbi (0,52%)
Conform recensământului din 2001, majoritatea populației localității Nove era vorbitoare de ucraineană (99,48%), existând în minoritate și vorbitori de alte limbi.